# Sint-Michielsgestel
Sint-Michielsgestel (pronúnciaⓘ) é um município e uma aldeia na província de Brabante do Norte, região de Meierij van 's-Hertogenbosch, Países Baixos. O município tem 28 110 habitantes (31 de dezembro de 2008, fonte: CBS) e abrange uma área de 59,89 km² (dos quais 0,94 km² de água). Seu nome refere-se ao arcanjo Miguel.

## Centros populacionais
Os centros populacionais do município são as aldeias de: Berlicum, Den Dungen, Gemonde, Middelrode e Sint-Michielsgestel (sede administrativa).
Fazem parte também do município os hamlets de: Halder e Maaskantje.

## Localização
O município localiza-se no sul dos Países Baixos, diretamente ao sul de 's-Hertogenbosch, a capital da província de Brabante do Norte. O rio Dommel divide a aldeia de Sint-Michielsgestel em duas partes.
| Municípios vizinhos | Municípios vizinhos | Municípios vizinhos |
| ------------------- | ------------------- | ------------------- |
|                     | 's-Hertogenbosch    | Maasdonk            |
| Vught               |                     | Bernheze            |
| Boxtel              |                     | Schijndel           |

## História
Achados arqueológicos encontrados próximos ao hamlet de Halder revelaram que esta área já era habitada durante o período da Roma Antiga: milhares de moedas romanas foram encontradas em 1962 não muito distantes do castelo de Nieuw-Herlaar. Este e outros achados arqueológicos locais encontram-se em exposição no Museu de Antiguidades na aldeia de Sint-Michielsgestel.
O atual município foi criado em 1996 após a fusão dos antigos municípios de Sint-Michielsgestel, Den Dungen e Berlicum.

## Ligações externas

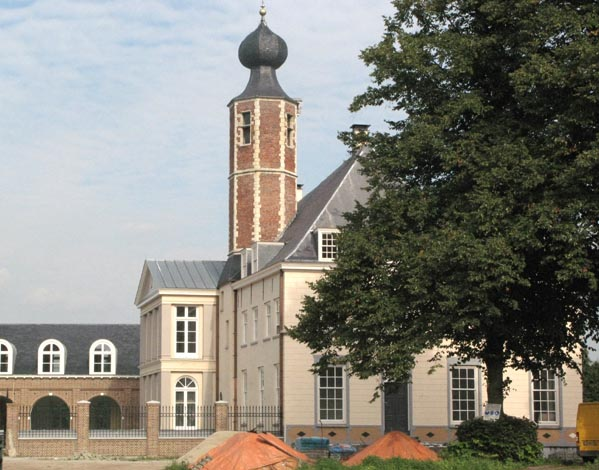
O Castelo de Nieuw-Herlaar no hamlet de Halder.